# Triple révolution
La Triple Révolution était une lettre ouverte envoyée au président américain Lyndon B. Johnson et à d'autres personnalités gouvernementales le 22 mars 1964. Rédigée sous les auspices du Centre pour l'étude des institutions démocratiques (CSDI), elle fut signée par une série de personnalités, des activistes, des professeurs d'université et des technologues. WH "Ping" Ferry, à l'époque vice-président du CSDI, était l'initiateur principal de la proposition, en se basant en grande partie sur les idées du futuriste Robert Theobald.

## Vue d'ensemble
La déclaration identifiait trois révolutions en cours dans le monde: la révolution cybernétique avec une automatisation croissante; la révolution de l'armement avec la théorie de la destruction mutuellement assurée; et la révolution des droits de l'homme. Elle discutait principalement de la révolution cybernétique. Le comité affirma que les machines créeraient "un système de capacité de production presque illimitée" tout en réduisant continuellement le nombre de travailleurs manuels nécessaires et en augmentant les compétences nécessaires pour travailler, entraînant ainsi une augmentation du chômage. Elle proposa que le gouvernement facilite cette transformation par des travaux publics à grande échelle, des logements à loyer modéré, des transports en commun, le développement de l’énergie électrique, une redistribution des revenus, la représentation syndicale des chômeurs et la restriction du gouvernement dans le déploiement des technologies.

## Héritage
Le dernier sermon dominical de Martin Luther King, Jr., "Rester éveillé pendant une grande révolution", prononcé quelques jours avant son assassinat, fait explicitement référence à la thèse de "La triple révolution" ,: 
« On ne peut nier le fait qu’une grande révolution a lieu dans le monde aujourd’hui. En un sens, il s’agit d’une triple révolution : c’est-à-dire une révolution technologique, avec l’impact de l’automatisation et de la cybernation ; puis il y a une révolution dans l'armement, avec l'apparition des armes de guerre atomiques et nucléaires; il y a ensuite une révolution des droits de l'homme, avec l'explosion de la liberté qui se produit dans le monde entier. Oui, nous vivons dans une période de changements. Et il y a toujours la voix qui crie à travers le temps disant: Voici, je fais nouvelles toutes les choses ; les choses anciennes ont disparu. »
Dans l'anthologie Dangerous Visions de 1967 de Harlan Ellison, l'histoire « Riders of the Purple Wage » de Philip José Farmer utilise le document Triple Révolution comme prémisse d'une société future dans laquelle le « salaire pourpre » du titre est un revenu garanti sur lequel vit la majorité de la population. Lors de la Convention mondiale de science-fiction de 1968 à San Francisco, Farmer prononça un long discours d'invité d'honneur dans lequel il demandait la création d'une organisation militante de base appelée REAP, chargée de mettre en œuvre les recommandations de la déclaration.
Commentant rétrospectivement la déclaration dans son livre de 2008 Daniel Bell écrivit: « "Il n'y a pas eu de sauts spectaculaires de productivité. <...> La cybernation s’est révélée être un exemple supplémentaire du penchant pour sur-dramatiser une innovation momentanée et la faire exploser de façon démesurée par rapport à sa réalité. <...> L’image d’une économie de production complètement automatisée, dotée d’une capacité sans fin de transformation des marchandises, était simplement une fiction de science sociale du début des années 1960. Paradoxalement, la vision de l’Utopie a été soudainement remplacée par le spectre d'une fin du monde. À la place du thème du début des années soixante, l'abondance sans fin, la situation à la fin de la décennie était celle d'une planète fragile dotée de ressources limitées, dont les stocks finis s'épuisaient rapidement et dont les déchets provenant d'une production industrielle en plein essor polluent l'air et les eaux." » Dans son livre intitulé Rise of the Robots, publié en 2015 Martin Ford affirme que les prédictions de la Triple Révolution concernant un déclin continu de l'emploi futur n'étaient pas fausses, mais plutôt prématurées. Il cite "Seven Deadly Trends" ("Sept tendances mortelles") qui débutèrent dans les années 1970-1980 et qui devaient se poursuivre vers le milieu des années 2010: 
1. Stagnation des salaires réels  Productivité et revenus réels moyens des États-Unis, 1947–2008

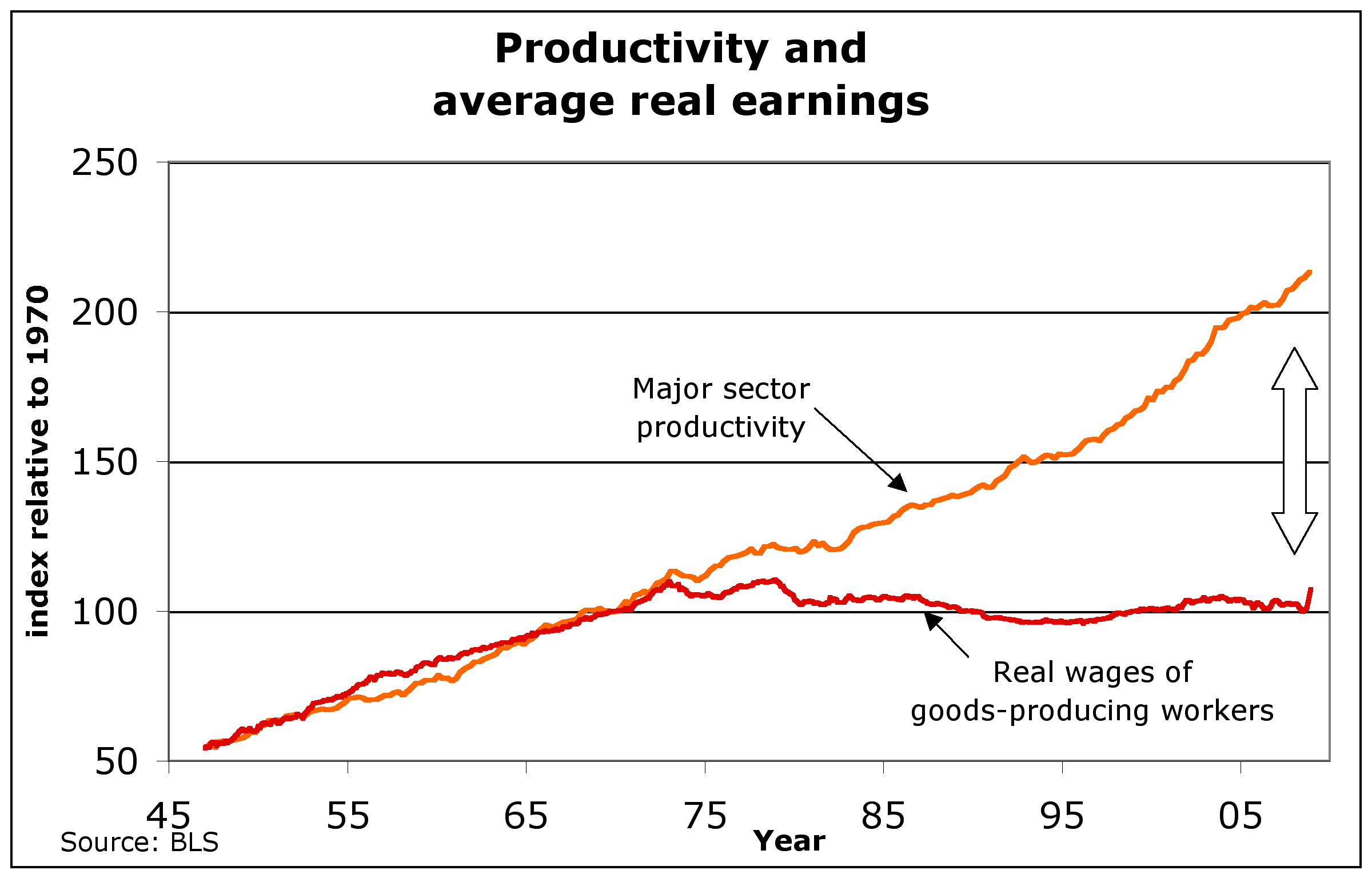
Productivité et revenus réels moyens des États-Unis, 1947–2008

2. Diminution de la part du travail dans le revenu national dans de nombreux pays (décomposition de la loi de Bowley), alors que les bénéfices des sociétés augmentaient
3. Déclin du taux d'emploi
4. Diminution des créations d'emplois, allongement des reprises économiques sans création d'emploi et montée en flèche du chômage de longue durée
5. Inégalité croissante
6. Baisse des revenus et sous-emploi des nouveaux diplômés
7. Polarisation (les emplois de la classe moyenne disparaissent pour être remplacés par un petit nombre d'emplois bien rémunérés et un grand nombre d'emplois peu rémunérés) et emplois à temps partiel

Selon Ford, les années 1960 faisaient partie de ce qui, rétrospectivement, semble être un âge d’or du travail aux États-Unis, lorsque la productivité et les salaires ont augmenté ensemble et que le chômage était faible. Mais après 1980 environ, les salaires commencèrent à stagner alors que la productivité continuait d'augmenter. La part du travail dans la production économique commençait à diminuer. Ford décrit le rôle de l’automatisation et des technologies de l’information dans ces tendances, et explique en quoi les nouvelles technologies, notamment l’intelligence artificielle faible, menacent de détruire des emplois plus vite que les travailleurs ne peuvent se reconvertir. Cela comprend de nombreuses catégories d’emplois, comme le transport, qui n’avaient jamais été automatisées auparavant. Selon une étude réalisée en 2013, environ 47% des emplois aux États-Unis sont susceptibles d'être automatisés.

## Signataires
- Todd Gitlin
- Roger Hagan (journalist)
- Michael Harrington
- Tom Hayden
- Ralph L. Helstein (union leader)
- Frances W. Herring (professor of governmental studies)
- Gerard Piel
- Michael D. Reagan
- Ben B. Seligman
- Robert Theobald
- William Worthy
- Alice Mary Hilton (1919-2011, technologist)
- Maxwell Geismar (author)
- Philip Green (professor of political science)
- H. Stuart Hughes (professor of history)
- Linus Pauling
- John William Ward
- Hugh B. Hester
- Gerald W. Johnson (journalist)
- Irving F. Laucks (industrialist)
- Gunnar Myrdal (economist)
- A. J. Muste (activist)
- Louis Fein (computer consultant)
- Stewart Meacham (activist)
- Everett C. Hughes (professor of sociology)
- Robert Heilbroner
- Irving Howe
- Bayard Rustin
- Norman Thomas
- Dwight Macdonald
- Carl F. Stover (academic)
- Donald G. Agger (attorney)
- Donald B. Armstrong (physician)
- James Boggs
- W. H. Ferry (activist)

## Voir également
- Revenu de base
- Cybernétique
- Norbert Wiener
- Économie post-rareté
- Chômage technologique